# Parafia Świętej Trójcy w Szczecinie
Parafia pod wezwaniem Świętej Trójcy w Szczecinie – parafia rzymskokatolicka należąca do dekanatu Szczecin-Pogodno, archidiecezji szczecińsko-kamieńskiej, metropolii szczecińsko-kamieńskiej. Została erygowana w 1973. Siedziba parafii mieści się w Szczecinie przy ulicy Żołnierskiej.